# Potentiel de déplétion ozonique
Le potentiel de déplétion ozonique (PDO, ou ODP, de l'anglais Ozone Depletion Potential) d'un composé chimique est la dégradation relative théorique que ce composé inflige à la couche d'ozone, par la destruction de l'ozone en haute atmosphère. 
On peut trouver l'expression « potentiel de destruction d'ozone » pour PDO.
Cette échelle a pour but de classer la nocivité de l'action de différents gaz (principalement les halogénoalcane, dont notamment les chlorofluorocarbures (CFC)) sur la couche d'ozone.
La référence de cette échelle est le trichlorofluorométhane (R-11 ou CFC-11), qui a pour potentiel de déplétion ozonique 1,0.
Ce potentiel est donc, pour un composé autre que le CFC-11, le rapport de la perte globale d'ozone due à ce composé sur la perte globale d'ozone due à une même masse CFC-11.
La plupart des CFC ont un PDO proche de 1. Les composés bromés ont un PDO plus élevé (généralement entre 5 et 15) du fait de la plus grande réactivité du brome avec l'ozone. Les hydrofluorocarbures (HCFC) ont un potentiel plus bas (entre 0,005 et 0,2 - par exemple le chlorodifluorométhane (HCFC-22) a un potentiel de 0,05) de par la présence d'hydrogène qui les rendent réactifs dès la troposphère, ce qui réduit leurs chances d'atteindre la stratosphère.
| Molécule         | formule brute | PDO   |
| ---------------- | ------------- | ----- |
| oxyde nitreux    | N2O           | 0,017 |
| HCFC-22          | CHClF2        | 0,05  |
| CFC-12           | CCl2F2        | 0,82  |
| trifluorométhane | CHF3          | 1     |